# Episodi di Criminal Minds (quattordicesima stagione)
La quattordicesima stagione della serie televisiva Criminal Minds è stata trasmessa in prima visione assoluta negli Stati Uniti d'America sul canale CBS dal 3 ottobre 2018 al 6 febbraio 2019.
In Italia la stagione è stata trasmessa in prima visione da Fox Crime, canale a pagamento di Sky, dal 26 ottobre 2018 al 15 marzo 2019; in chiaro è andata in onda su Rai 2 dal 4 ottobre al 29 novembre 2019.
| n° | Titolo originale | Titolo italiano     | Prima TV USA     | Prima TV Italia  |
| -- | ---------------- | ------------------- | ---------------- | ---------------- |
| 1  | 300              | 300                 | 3 ottobre 2018   | 26 ottobre 2018  |
| 2  | Starter Home     | La prima casa       | 10 ottobre 2018  | 2 novembre 2018  |
| 3  | Rule 34          | Regola 34           | 17 ottobre 2018  | 9 novembre 2018  |
| 4  | Innocence        | Innocenza           | 24 ottobre 2018  | 16 novembre 2018 |
| 5  | The Tall Man     | L'uomo alto         | 31 ottobre 2018  | 23 novembre 2018 |
| 6  | Luke             | Luke                | 7 novembre 2018  | 30 novembre 2018 |
| 7  | Twenty Seven     | Ventisette          | 14 novembre 2018 | 7 dicembre 2018  |
| 8  | Ashley           | Ashley              | 21 novembre 2018 | 14 dicembre 2018 |
| 9  | Broken Wing      | Ala spezzata        | 5 dicembre 2018  | 1º febbraio 2019 |
| 10 | Flesh and Blood  | Carne e sangue      | 12 dicembre 2018 | 8 febbraio 2019  |
| 11 | Night Lights     | Luci notturne       | 2 gennaio 2019   | 15 febbraio 2019 |
| 12 | Hamelin          | Il pifferaio magico | 9 gennaio 2019   | 22 febbraio 2019 |
| 13 | Chameleon        | Il camaleonte       | 23 gennaio 2019  | 1º marzo 2019    |
| 14 | Sick and Evil    | Malvagità malata    | 30 gennaio 2019  | 8 marzo 2019     |
| 15 | Truth or Dare    | Verità o penitenza  | 6 febbraio 2019  | 15 marzo 2019    |

## 300
- Titolo originale: 300
- Diretto da: Glenn Kershaw
- Scritto da: Erica Messer

### Trama
La squadra corre contro il tempo per capire la ragione del rapimento di Reid e Garcia da parte di una setta (i "Credenti") guidata da un serial killer che si fa chiamare il "Messia", in modo da trovarli. Garcia riesce a scappare e, grazie a un indizio lasciato da Spencer, i colleghi arrivano a identificare il "Messia" in Benjamin David Merva, scoprendo un legame diretto con Benjamin Cyrus, il leader della congregazione nella quale Prentiss e Reid si erano infiltrati dieci anni prima durante un caso nella contea di La Plata, in Colorado. Diventa quindi chiaro che Spencer è stato rapito per vendetta per la morte di Cyrus e lo smantellamento del gruppo originario; i "Credenti" inoltre lo hanno scelto come trecentesima vittima, visto che fino a quel momento hanno ucciso 299 persone in tutto il Paese, affinché si adempia una profezia e possano ricostituire la setta, ma la squadra arriva proprio prima che riescano a ucciderlo e lo riporta a casa.
- Nota: questo è appunto l'episodio 300 della serie, e mentre la BAU sta tentando di capire il significato che questo numero potrebbe avere per i "Credenti" vi vengono fatti diversi riferimenti, tratti principalmente dalla Bibbia (data l'abitudine di Cyrus e poi di Merva a citare le Scritture). Inoltre, la brevissima sequenza iniziale è ripresa da una scena dell'episodio 12x06, in cui la voce di Rossi ricorda molti degli agenti che hanno fatto o fanno tuttora parte dell'Unità (con aggiunta di frame che mostrano Gideon, Reid, JJ, Prentiss e Tara), e omaggia la famiglia che si è creata negli anni. Un'altra gradita sorpresa per i fan è la rivelazione dell'esito dell'appuntamento di Reid e JJ, quando nella prima stagione lui l'aveva invitata a una partita dei Washington Redskins su suggerimento di Gideon: JJ lo racconta a Emily dicendo che alla fine avevano chiesto a Penelope di unirsi a loro perché Jennifer pensava che i membri più giovani dovessero frequentarsi anche fuori dal lavoro.

### Soggetto Ignoto
La setta capitanata da Benjamin Merva

### Citazioni
- "Non c’è niente di nuovo nel mondo, eccetto la storia che non conosci." Harry Truman (Emily Prentiss)
- "La famiglia: quel caro polpo dai cui tentacoli non sfuggiamo mai abbastanza. E in fondo ai nostri cuori neanche desideriamo realmente farlo." Dodie Smith (Penelope Garcia)

## La prima casa
- Titolo originale: Starter Home
- Diretto da: Diana C. Valentine
- Scritto da: Bruce Zimmerman

### Trama
Quando nove gruppi di resti femminili mummificati vengono rinvenuti all'interno delle pareti e sotto i pavimenti di una remota baita in Carolina del Sud, la BAU deve determinare se le uccisioni sono opera di una coppia di killer o di uno soltanto. Si scopre però che la faccenda è molto più complessa di quanto sembri. Nel frattempo, Rossi ha ripreso la relazione con Krystall di nascosto dai colleghi.

### Soggetto Ignoto
Karl, Dorothy Elgin e il loro nipote.

### Citazioni
- "La memoria è una donna folle che conserva stracci colorati e butta via il cibo." Austin O’Malley (David Rossi)
- "Senza una famiglia un uomo, solo nel mondo, trema di freddo." Andre Maurois (Jennifer Jareau)

## Regola 34
- Titolo originale: Rule 34
- Diretto da: Alec Smight
- Scritto da: Christopher Barbour

### Trama
Quando sei donne nell'area metropolitana di Washington ricevono sei pacchi contenenti arti maschili disarticolati, la squadra deve scoprire il collegamento tra di loro e contemporaneamente identificare la vittima. Intanto, Simmons e la moglie Kristy cercano di comunicare con il figlio David, che è stato sospeso da scuola per aver dato un pugno a un compagno.

### Soggetto Ignoto
Emmanuel Rask.

### Citazioni
- "Il fascino della fama è così grande che ci piace ogni oggetto a cui essa è legata, persino la morte." Blaise Pascal (David Rossi)
- "I bambini non sono mai molto bravi ad ascoltare i grandi, ma non mancano mai di imitarli." James Baldwin (Matt Simmons)

## Innocenza
- Titolo originale: Innocence
- Diretto da: Lily Mariye
- Scritto da: Stephanie Sengupta

### Trama
Dopo che una donna viene colpita a morte a Tallahassee, in Florida, in quello che presenta le caratteristiche di un omicidio rituale, e l'alibi del marito lo esclude dalla lista di sospettati, la squadra si divide tra la Florida e Arlington (in Virginia, dove la coppia viveva insieme ai figli fino a quattro mesi prima) per individuare il colpevole. Prentiss è sempre più preoccupata per lo stato psico-emotivo e per lo strano comportamento di Garcia dopo il rapimento da parte dei "Credenti" e la sua testimonianza a favore della libertà condizionata per il guidatore ubriaco che uccise i suoi genitori, che ha causato un'incrinatura nel rapporto con il fratello adottivo Carlos. Alla fine dell'episodio, quest'ultimo si presenta al BAU e i due si ricongiungono.

### Soggetto Ignoto
Il figlio Jacob Wallace.

### Citazioni
- "Viviamo in un mondo di fantasia, un mondo di illusioni. Il grande scopo della vita è trovare la realtà." Iris Murdoch (Emily Prentiss)
- " Quando le ferite sono guarite con l’amore, le cicatrici sono bellissime."David Bowles (Penelope Garcia)

## L'uomo alto
- Titolo originale: The Tall Man
- Diretto da: Matthew Gray Gubler
- Scritto da: Breen Frazier

### Trama
Per indagare sulla sparizione di due studentesse nei boschi di East Allegheny, in Pennsylvania, che sembra collegata alla leggenda locale di uno spirito malvagio soprannominato l'Uomo Alto, JJ deve tornare nella sua città natale e rivivere dolorosi ricordi che circondano il suicidio della sorella maggiore Roslyn. Tara e Alvez interrogano in ospedale la terza ragazza, che è riuscita a scappare e ha un principio di schizofrenia, servendosi di una tecnica particolare per farle ricordare dove l'SI le ha tenute prigioniere.
- Nota: in questo episodio si vede per la prima volta Roslyn Jareau, sorella maggiore di Jennifer (in precedenza era stata infatti soltanto nominata), e attraverso flashback si ricostruiscono le circostanze che hanno portato al suo suicidio nella vasca da bagno di casa, utilizzando uno dei rasoi del padre per tagliarsi i polsi. Fu proprio Jennifer a trovarla, e per quasi dieci minuti rimase immobile e paralizzata per lo shock; dopo questo evento non è più riuscita a entrare nella sua camera. Pochi giorni prima, la sorella le aveva regalato la sua catenina d'oro (con un ciondolo a forma di cuore) dicendole che qualunque cosa sarebbe successa le avrebbe voluto sempre bene, e da quel momento JJ non l'ha mai tolta. Nel corso dell'episodio si scopre che la catenina era un dono d'amore a Roslyn da parte dell'uomo che si rivela essere la causa della sua depressione e del suicidio: Ethan Howard, consulente scolastico e insegnante nel liceo della cittadina, un predatore sessuale con una preferenza per ragazze di 16/17 anni che aveva approfittato della fiducia e delle insicurezze di Roslyn per farle abbassare le difese; le catenine erano i suoi trofei che lui regalava alle sue vittime per far capire loro quanto le amasse e che si sarebbe preso cura di loro. Non ha tentato di sedurre JJ dopo averle visto indosso la collana sia poiché all'epoca lei era troppo piccola e non rientrava nel suo range preferenziale, sia poiché avrebbe potuto smascherarlo, avendo sentito un litigio tra il padre e la sorella riguardo a qualcuno che questa frequentava.

### Soggetto Ignoto
Il direttore scolastico Ethan Howard

### Citazioni
- "La domanda più importante che dobbiamo porci è: ‘Quale mito sto vivendo?" Carl Jung (Jennifer Jareau)
- "Ci sono momenti nella vita in cui dobbiamo capire che il nostro passato è esattamente quello che è e non possiamo cambiarlo. Ma possiamo cambiare la storia che ci raccontiamo sul passato e in questo modo possiamo cambiare il futuro." Eleaonor Brown (Jennifer Jareau)

## Luke
- Titolo originale: Luke
- Diretto da: Joe Mantegna
- Scritto da: Erik Stiller

### Trama
Quando quattro persone che vivono in differenti città lungo la Costa Est vengono torturate e uccise nell'arco di tre giorni, la squadra tenta di collegare la scia di delitti a una caccia all'uomo congiunta con la DEA e la Policía Federal per il famigerato sicario di un cartello. L'indagine finisce per coinvolgere Alvez in modo personale, poiché durante la permanenza nella Squadra Latitanti dell'FBI, lui stesso, insieme al suo partner Phillip Brooks, aveva partecipato all'arresto del sicario. Purtroppo anche Phil verrà ucciso e Luke, per vendicarlo, ignorerà un ordine diretto di Prentiss, la quale si troverà costretta a fargli consegnare l'arma, a impedirgli di viaggiare e a degradarlo ad Agente Speciale a tempo indeterminato. Lisa intanto si trasferisce da lui.

### Soggetto Ignoto
Jeremy Grant

### Citazioni
- "Io sono un combattente. Credo nella legge dell’occhio per occhio." Muhammad Alì (Luke Alvez)

## Ventisette
- Titolo originale: Twenty Seven
- Diretto da: Sharat Raju
- Scritto da: Erica Meredith

### Trama
La BAU assiste la sede FBI di Washington e la Polizia Metropolitana in una estesa caccia all'uomo che sta terrorizzando con brutali attacchi con machete, uno ogni 27 minuti. Lo schema degli attacchi, che alternano quartieri ricchi e quartieri poveri, è da ricondurre all'ingiustizia sociale e alle diseguaglianze fra classi. Prentiss fa la conoscenza di Andrew Mendoza, l'Agente Speciale a capo dell'ufficio federale di Washington, il quale si offre come ostaggio al posto di una studentessa presa da uno dei colpevoli beccandosi un colpo di machete; sarà portato in ospedale, in condizioni non gravi, dove chiederà a Prentiss di uscire a cena.

### Soggetto Ignoto
James e Marcus Wells

## Ashley
- Titolo originale: Ashley
- Diretto da: Adam Rodríguez
- Scritto da: Stephanie Birkitt

### Trama
La squadra si reca a Plymouth, in New Hampshire per indagare sul duplice omicidio di una coppia freddata nel sonno, mentre la loro figlia di otto anni risulta scomparsa. Dopo la morte di una seconda coppia e la scoperta che le bambine sono state adottate, gli agenti concludono che il rapitore/assassino sta cercando di ricreare la figlia che ha perso. Reid si prepara per tenere un corso sui punti in comune tra la violenza medievale e la criminologia moderna. Intanto, Rossi ha intenzione di portare la sua relazione con Krystall al livello successivo e le compra un anello, ma il suo piano non va esattamente come sperava. Alla fine dell'episodio, comunque, le fa la proposta di matrimonio nell'ascensore della BAU e Krystall accetta.

### Soggetto Ignoto
Jordan Halloran

### Citazioni
- "Quando hai un bambino, il mondo ha un ostaggio." Ernest Hemingway (David Rossi)
- "La malinconia per la casa vive in tutti noi, il posto sicuro in cui possiamo essere quello che siamo e non essere messi in discussione." Maya Angelou (David Rossi)

## Ala spezzata
- Titolo originale: Broken Wing
- Diretto da: Aisha Tyler
- Scritto da: Jim Clemente

### Trama
Un professore, vecchia conoscenza di Lewis (è infatti il suo ex marito), le segnala un insolito e allarmante numero di morti per overdose da oppioidi tra persone che si erano appena disintossicate, a Los Angeles, e lei sottopone il caso agli altri membri dell'Unità di Analisi Comportamentale, i quali individuano un "Angelo della Misericordia" che intende liberare le vittime dalle loro sofferenze e disegna sui corpi un tatuaggio raffigurante la metà di un'ala. Tara ripensa al suo matrimonio e al motivo per cui è finito.

### Soggetto Ignoto
Douglas Knight

### Citazioni
- "Se non conosci qualcuno con un problema di dipendenza, lo conoscerai." Dana Boente (Tara Lewis)
- "Il legame che unisce la tua vera famiglia non è quello del sangue, ma quello del rispetto e della gioia per le reciproche vite." Richard Bach (Tara Lewis)

## Carne e sangue
- Titolo originale: Flesh and Blood
- Diretto da: Glenn Kershaw
- Scritto da: Christopher Barbour

### Trama
Il ritrovamento dei corpi di due avvocati (uno a Baltimora e uno a Rockville) e poi di quello di un uomo d'affari, pesantemente torturati e con il cuore rimosso rievoca alla mente di Prentiss e JJ un caso di undici anni prima, di un Soggetto Ignoto che a Milwaukee si serviva del figlio di dieci anni per attirare donne, ucciderle e asportare loro il cuore. Gli agenti deducono che il colpevole è il figlio del serial killer di allora. Prentiss deve affrontare il senso di colpa per non essere riuscita a restare in contatto con il ragazzo come e quanto avrebbe voluto, e forse non sarebbe diventato ciò che è; si impegna anche per organizzare un appuntamento romantico con Mendoza, ma ha qualche problema con la cucina.

### Soggetto Ignoto
David Smith

### Citazioni
- "Il passato è un prologo." William Shakespeare (Jennifer Jareau)
- Si dice che Mark Twain una volta abbia osservato: "La storia non si ripete mai, ma spesso fa rima." (Emily Prentiss)

## Luci notturne
- Titolo originale: Night Lights
- Diretto da: Nelson McCormick
- Scritto da: Heather Noel Aldridge

### Trama
Il team è chiamato a Portland, in Oregon, per chiarire se ci siano legami tra un rapimento e il brutale omicidio di una coppia avvenuto una settimana prima. Si scopre che il Soggetto Ignoto acceca le vittime prima di farle partecipare a un mortale gioco di gatto col topo. Reid, terminato il corso, si riunisce ai colleghi e alla fine dell'episodio Alvez li invita tutti alla festa d'inaugurazione della nuova casa che condivide con Lisa.

### Soggetto Ignoto
Dustin Eisworth

### Citazioni
- "Vendetta: il boccone più dolce che sia mai stato cucinato all'inferno." Walter Scott (Jennifer Jareau)
- "Tutti dobbiamo morire. Tutti quanti. Che circo. Non fosse che per questo, dovremmo amarci tutti quanti, e invece no. Siamo terrorizzati e schiacciati dalle banalità. Siamo divorati dal nulla." Charles Bukowski (Tara Lewis)

## Il pifferaio magico
- Titolo originale: Hamelin
- Diretto da: Simon Mirren
- Scritto da: Bruce Zimmerman

### Trama
Durante la stessa notte, in un paese dell'Iowa, tre bambini di dieci anni vengono rapiti dalle loro case e svaniscono nel nulla. La squadra dovrà lavorare quasi senza indizi, a parte i video di sorveglianza del parco giochi che mostrano i piccoli dondolarsi sulle altalene e poi, apparentemente, entrare di propria volontà nel furgone bianco del Soggetto Ignoto, il quale è una sorta di collezionista di ingiustizie. Gli agenti seguiranno l'ipotesi di una suggestione post ipnotica e dei messaggi subliminali quando nei computer dei bambini verranno rinvenuti file sonori che sussurrano un'unica parola: Hamelin. JJ assiste i colleghi dalla base di Quantico per passare del tempo con la madre Sandy, che ammette di sentirsi sola in Pennsylvania da quando il marito si è risposato e la figlia ha lasciato la cittadina per iniziare una carriera nell'FBI; le dice anche di essere fiera di lei per aver finalmente trovato il responsabile del suicidio di Roslyn e perché ogni giorno riesce con il suo lavoro a cambiare la vita delle persone.
- Nota: il titolo originale dell'episodio, "Hamelin", è il nome della cittadina tedesca nella quale si svolge la fiaba dei fratelli Grimm intitolata Il Pifferaio Magico, in cui un uomo suona il piffero per attirare i bambini fuori dal villaggio e alla fine li fa annegare nel fiume.

### Soggetto Ignoto
Wayne Hollis che aveva perso il figlio, morto suicida, a seguito di voci che giravano su di lui

### Citazioni
- "C'è sempre un momento nell'infanzia in cui una porta si apre e lascia entrare il futuro." Graham Greene (David Rossi)
- "Non è quello che dicono di te. È quello che sussurrano." Errol Flynn (Emily Prentiss)

## Il camaleonte
- Titolo originale: Chameleon
- Diretto da: A.J. Cook
- Scritto da: Charles Dewey e Breen Frazier

### Trama
Rientrato da un caso a Nashville, Tennessee, Rossi crolla davanti a Krystall e mette in discussione le proprie azioni mentre le riassume l'indagine della BAU partita da un cadavere di donna a cui è stato rimosso il volto, e lo scontro con l'agente quasi mortale con Everett Lynch, un truffatore diventato serial killer psicopatico, narcisista e misogino, abilissimo a camuffarsi (perciò chiamato "il Camaleonte") e a modificare comportamenti e atteggiamenti per adattarsi alla donna a cui finge di legarsi. Da un colloquio con Roberta, la madre di Everett, scoprono che è stata lei a introdurlo alle truffe: infatti svuotava i conti dei suoi tanti amanti servendosi del figlio per adescarli; inoltre, lui la odia e la disprezza profondamente perché la ritiene responsabile del presunto annegamento della figlia Grace, in realtà viva e complice del padre, tanto che ferisce Alvez a un braccio quando gli agenti irrompono nella casa dove credono si trovi Everett, il quale dopo aver sopraffatto Rossi si dilegua. Lynch sembra aver superato in astuzia i profiler, e loro si chiedono se per la prima volta non abbiano sbagliato da qualche parte. L'episodio si conclude con Rossi che va alla prigione a parlare con Grace.

### Soggetto Ignoto
Everett Lynch

### Citazioni
- Stephen King ha scritto: "Le cose più importanti sono le più difficili da dire." (Krystall Richards)

## Malvagità malata
- Titolo originale: Sick and Evil
- Diretto da: Rob Bailey
- Scritto da: Erik Stiller

### Trama
La squadra conduce le indagini su una serie di omicidi per accoltellamento avvenuti a Lewiston, nel Maine, all'interno di residenze famose per le loro storie tragiche, che - si dice - siano infestate da oscure presenze. Il Soggetto Ignoto ha un'inclinazione al rischio e uccide in modo feroce e rapido, pugnalando le vittime ben 22 volte allo stomaco e introducendosi nelle case senza essere visto. Inizialmente, dopo essere stata trovata sulla scena dell'ultimo delitto sporca del sangue della vittima, viene arrestata una blogger esperta del folklore locale, ma in seguito i sospetti si indirizzano su una ricercatrice dell'università ossessionata dal paranormale convinta che i demoni possano impossessarsi delle case e infettarle. Rossi è ancora impegnato nella ricerca del "Camaleonte" Everett Lynch (sebbene non vi siano nuove piste e Prentiss gli consigli di concentrarsi sugli altri casi) e tenta di riprendersi dall'esperienza di "quasi morte" vissuta nella lotta con il serial killer, mentre Reid non compare poiché sta tenendo un altro seminario.

### Soggetto Ignoto
Stephanie Carter

### Citazioni
- "Il terrore mi ha reso crudele." Emily Brontë (Jennifer Jareau)
- "Come si uccide la paura, mi domando? Come si spara al cuore di uno spettro? Come tagliargli la spettrale testa? Come afferrarlo per la spettrale gola?" Joseph Conrad (David Rossi)

## Verità o penitenza
- Titolo originale: Truth or Dare
- Diretto da: Glenn Kershaw
- Scritto da: Erica Meredith

### Trama
La partita di poker degli agenti della BAU attorno al tavolo della sala dei briefing viene interrotta da una chiamata da parte della Polizia di Los Angeles, che richiede l'intervento della squadra per indagare su persone uccise a colpi di arma da fuoco in pieno giorno dopo che le auto sulle quali si trovano sono state tamponate dal Soggetto Ignoto. Rossi e Krystall si preparano per il loro matrimonio, mentre un'inaspettata e scioccante confessione in un momento critico rischia di sconvolgere gli equilibri nella vita di due membri del team.

### Soggetto Ignoto
Casey Allen Pinker

### Citazioni
- "Abbiamo tutti un mostro dentro. La differenza è il grado, non il tipo." Douglas Preston (Jennifer Jareau)
- Un mio buon amico una volta ha detto: "All you need is love." (David Rossi)